# Plataforma Mini Global Modular Architecture
La Plataforma Mini Global Modular Architecture es una plataforma para automóviles del segmento A desarrollada por Fiat Group Automobiles. Debutó en el Fiat Panda en 2003. El desarrollo de la plataforma comenzó varios años antes tomando como base el prototipo Fiat Ecobasic de 1999.

## Especificaciones
Es aplicable a automóviles pequeños con tracción delantera o a las cuatro ruedas, con motor en posición frontal transversa. La versión estándar se ha diseñado con suspensión delantera MacPherson y suspensión trasera con barra de torsión. Para la versión de tracción total se realizó una labor de reingeneniería para dotarla de suspensión trasera con brazos traseros semiindependientes.

## Fábricas
Desde 2003 los vehículos con esta plataforma se han ensamblado principalmente en la planta polaca de Fiat Tychy. En 2010 comenzó la producción del Fiat 500 para el mercado americano en la planta mexicana de Chrysler Toluca. En 2011 la producción europea del Fiat Panda fue trasladada desde Polonia a la planta italiana de Fiat Pomigliano d´Arco.

## Automóviles
| Imagen | Nombre         | Inicio | Fin       | Carrocería            | Dimensiones    | Batalla        | Transmisión              | Seguridad      | Fábricas                   |
| ------ | -------------- | ------ | --------- | --------------------- | -------------- | -------------- | ------------------------ | -------------- | -------------------------- |
|        | Fiat Ecobasic  | 2000   | Prototipo | Hatchback (5 puertas) | Texto de celda | Texto de celda | Tracción delantera       | Prototipo      | Prototipo                  |
|        | Fiat Panda     | 2003   | Presente  | Hatchback (5 puertas) | Texto de celda | Texto de celda | Tracción delantera o 4x4 | Texto de celda | Fiat Tychy                 |
|        | Fiat 500       | 2007   | Presente  | Hatchback (3 puertas) | Texto de celda | Texto de celda | Tracción delantera       | Texto de celda | Fiat Tychy Chrysler Toluca |
|        | Ford Ka        | 2008   | Presente  | Hatchback (3 puertas) | Texto de celda | Texto de celda | Tracción delantera       | Texto de celda | Fiat Tychy                 |
|        | Lancia Ypsilon | 2011   | Presente  | Hatchback (5 puertas) | Texto de celda | Texto de celda | Tracción delantera       | Texto de celda | Fiat Tychy                 |
|        | Fiat Panda     | 2012   | Presente  | Hatchback (5 puertas) | Texto de celda | Texto de celda | Tracción delantera o 4x4 | Texto de celda | Fiat Pomigliano d´Arco     |
|        | Fiat Uno       | 2010   | Presente  | Hatchback (5 puertas) | Texto de celda | Texto de celda | Tracción delantera       | Texto de celda | Fiat Betim                 |